# غولاش

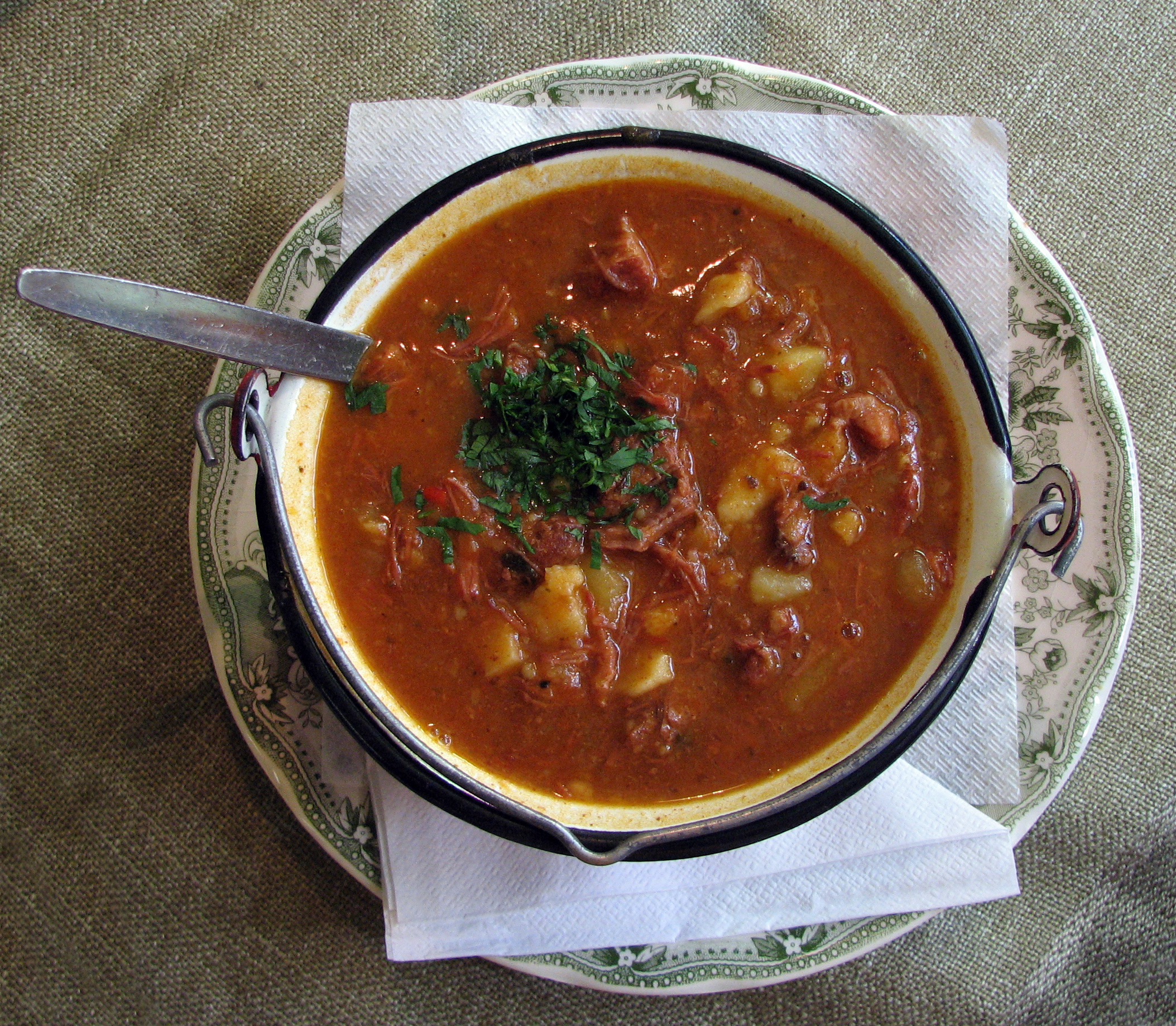
شوربة غُولاش من المجر

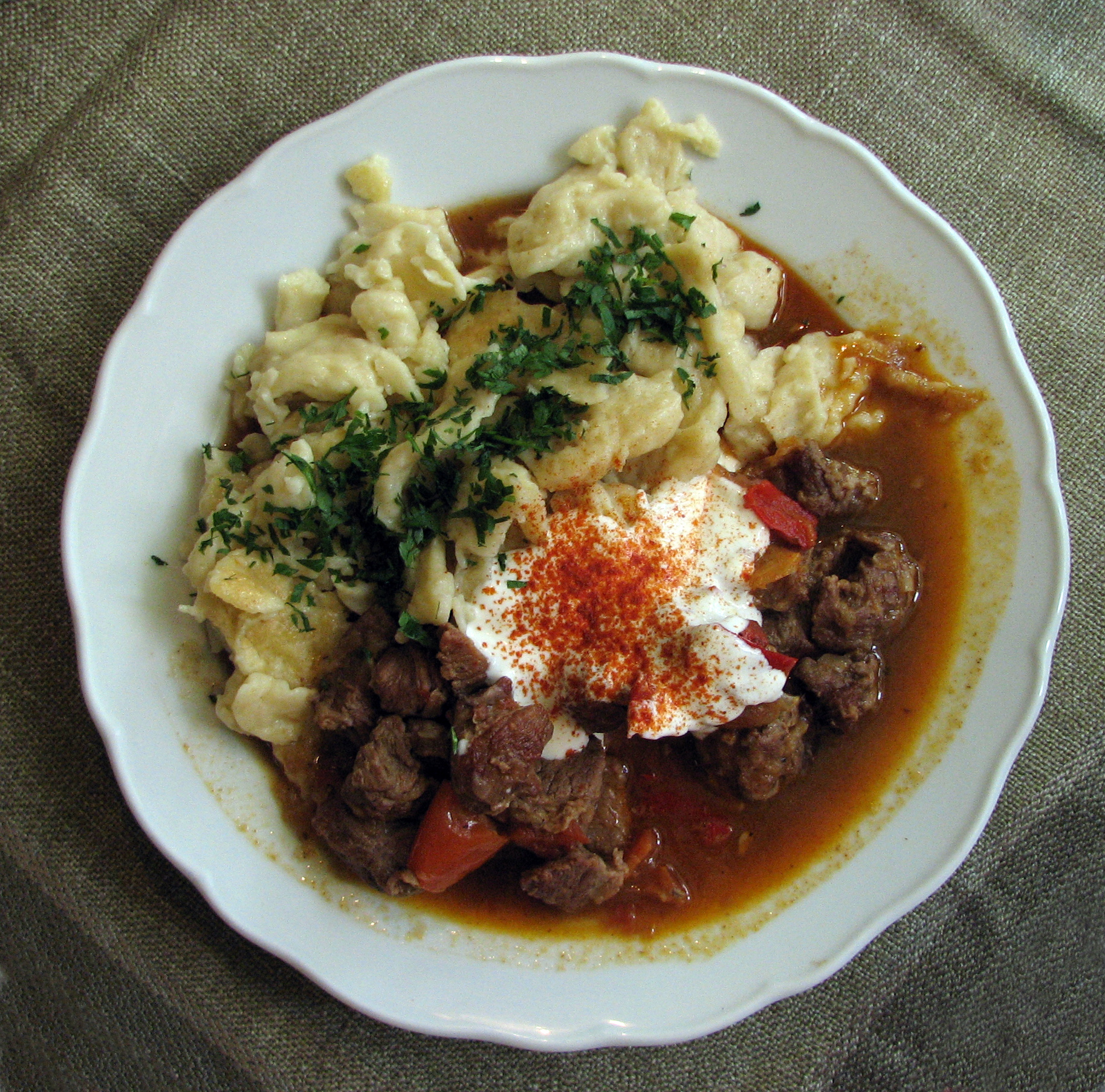
غُولاش بلحم العجل

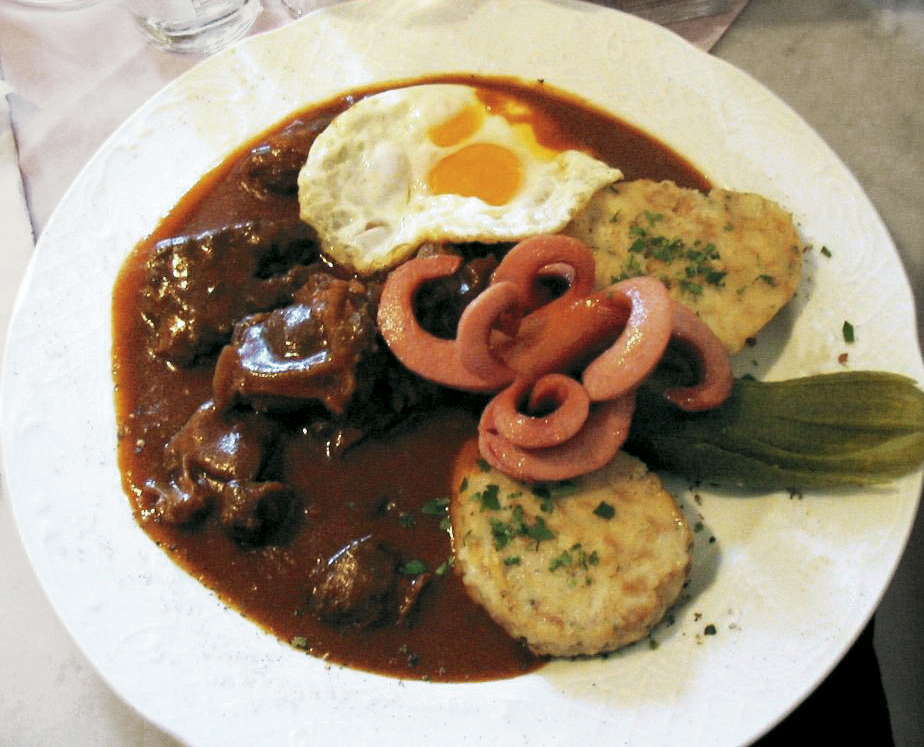
غُولاش

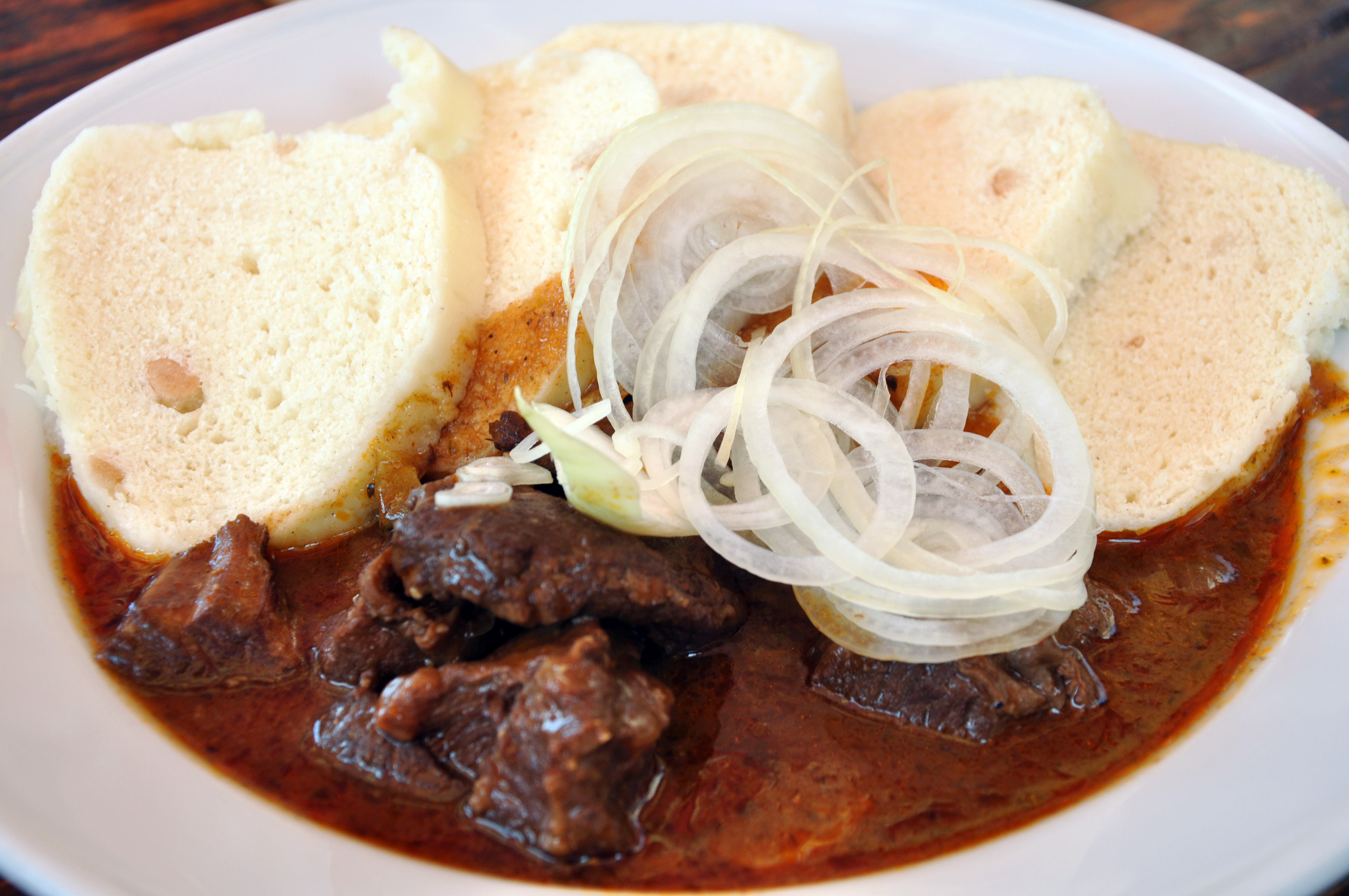
غُولاش باللحم بطريقة براغ

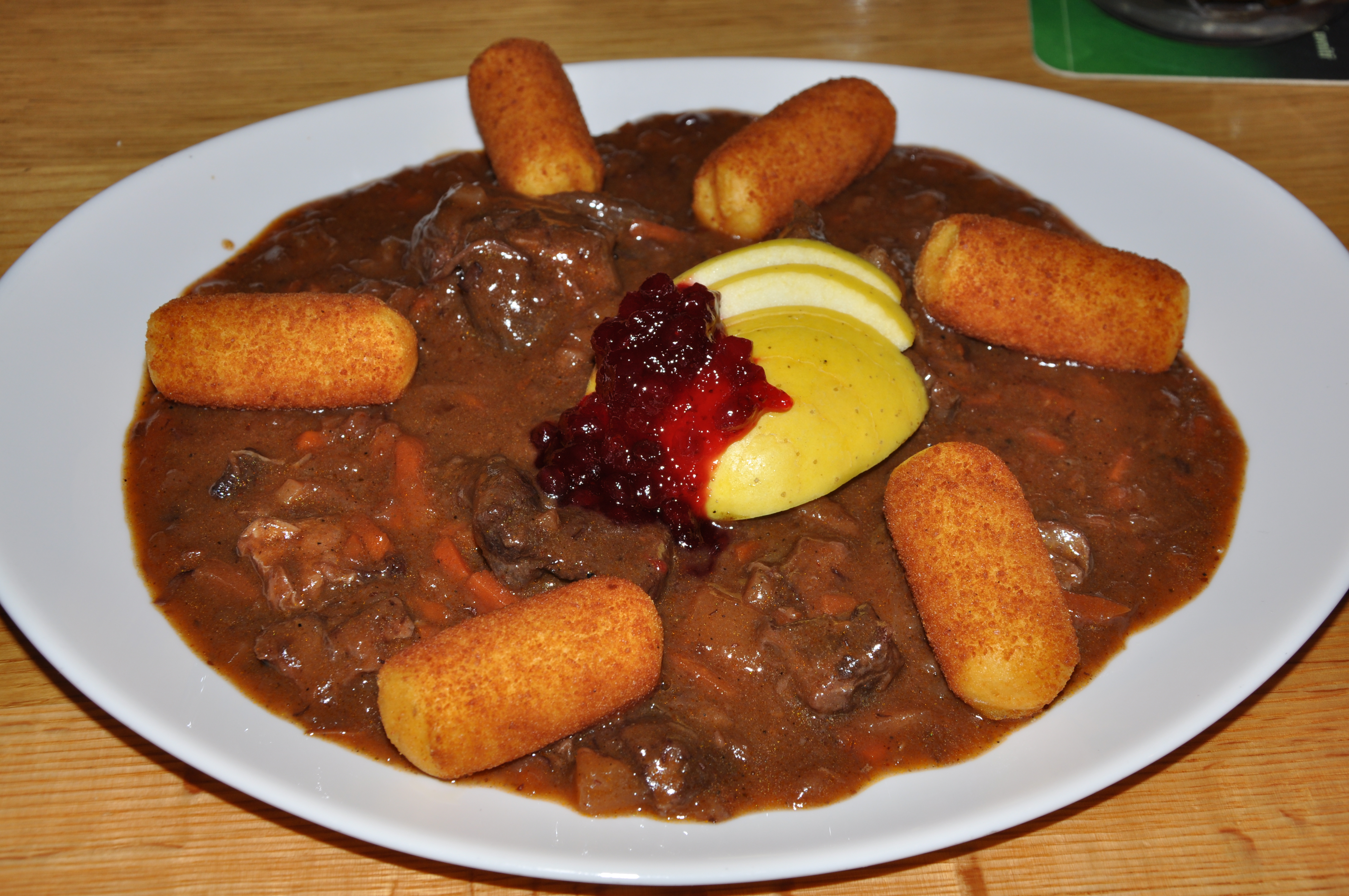
يخنة غُولاش بلحم الغزال والتفاح والتوت والبطاطا

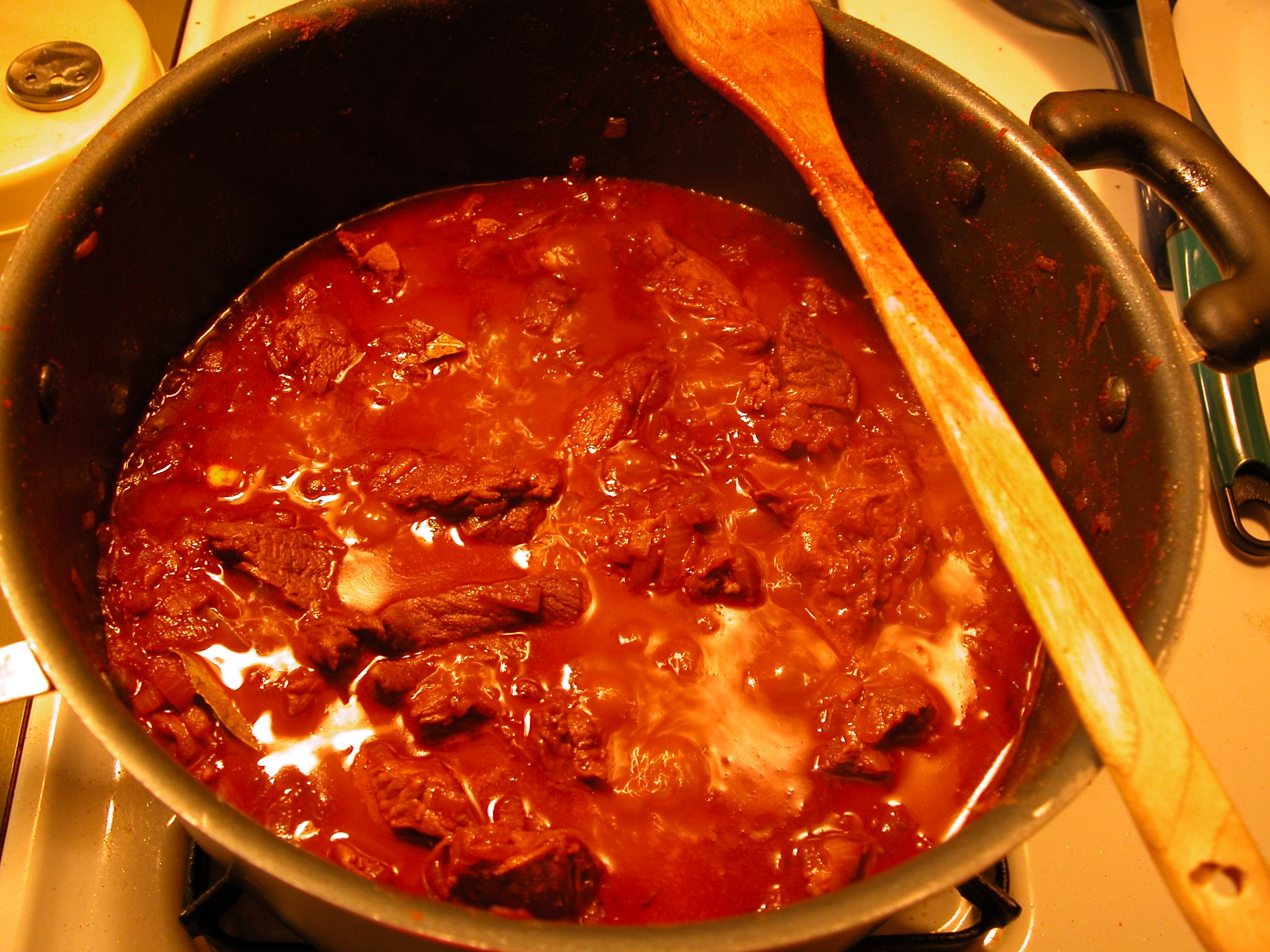
غُولاش العجل من التشيك

الغُولاش أو الغُلياش (بالمجرية: gulyás)‏ هو حساء أو يخنة مكونة من لحم وخضار ومبهرة بأنواع مختلفة من البهارات. منشأ هذا الطبق يعود لمملكة المجر في العصور الوسطى، وهو وجبة شعبية معروفة في أوروبا الوسطى وإسكندنافيا وأوروبا الجنوبية. يعود منشأ هذا الطبق إلى القرن التاسع، حيث كان يطهوه الرعاة المجريون حينئذ، كان اللحم المطبوخ والمنكّه يجفف تحت أشعة الشمس، ثم يعبأ في أكياس معدّة من أحشاء الغنم. فكان إعداد الحساء أو اليخنة لا يحتاج إلا إلى إضافة الماء
يعد هذا الطبق أحد الأطباق الوطنية لدولة المجر ورمز من رموزها.

## الطبق الهنغاري
كان طبق حساء الغُولاش التقليدي في المطبخ الهنغاري يخنةً كثيفة تحضّر من قطع اللحم السميكة. وكان يضاف لها ثوم وكروياء وفلفل حلو والنبيذ اختيارياً. فهذا الطبق يمكن أن يعدّ كحساء أو يخنة، ولا يعتمد الهنغاريون على إضافة طحين كمثخن (مادة) لتكثيف القوام.إضافة الطماطم هو أمر مستحدث وغير معروف في الوصفة الأصلية ولا في ثقافة الطبخ في وسط أوروبا حتى أوائل القرن العشرين.
يمكن تحضير الغُولاش من لحم البقر أو لحم العجل أو لحم الخنزير أو لحم الضأن. وتختار قطع اللحم من الكتف أو العرقوب وعليه فإن سماكة الخليط تستمد من تلك العضلات الغنية بالكولاجين والذي يتحول إلى جيلاتين أثناء الطبخ. يقطع اللحم إلى قطع وتملّح بملح الطعام. يطهى البصل المقطع في وعاء بالزيت أو شحم الخنزير. تضاف البابريكا مع ماء أو مرق. بعد أن يطهى قليلاً، يضاف الثوم والكروياء المطحونة والخضراوات كالبقدونس والجزر والفلفل والفليفلة والكرفس (اختياريا). كما تضاف توابل مختلفة خاصة الفلفل الحار وورق الغار والزعتر. تضاف قطع البطاطا المقطعة أحياناً كمصدرٍ للنشا ما يجعل القوام أكثر كثافة وسلاسة. كما تضاف كميات قليلة من النبيذ قبيل الانتهاء من الطبخ. يقدم الغُولاش مع نودلز البيض المعروف باسم شبتزلي.

## وصلات خارجية
- Goulash على مشروع الدليل المفتوح